# Baie Robert-Pommier
Die Baie Robert-Pommier (französisch) ist eine Bucht an der Küste des ostantarktischen Adélielands. Sie liegt zwischen dem Lacroix-Nunatak im Südwesten und dem Kap Margerie im Nordosten.
Der französische Polarforscher Paul-Émile Victor benannte sie nach dem Atmosphärenforscher Robert Pommier (1919–1961), der 1950 zur Besetzung auf der Port-Martin-Station gehört hatte.